# Introduction and Rondo alla burlesca
Introduction and Rondo alla burlesca, op. 23 núm. 1, per a dos pianos, fou compost per Benjamin Britten entre l'octubre i novembre de 1940. Es va estrenar al Town Hall de Nova York el 5 de gener de 1941, juntament amb Scaramouche de Milhaud.